# 2e étape du Tour d'Italie 2018
Pour un article plus général, voir Tour d'Italie 2018.
La 2e étape du Tour d'Italie 2018 se déroule le samedi 5 mai 2018, entre Haïfa et Tel-Aviv-Jaffa sur une distance de 167 km.

## Résultats

### Classement de l'étape
| \| Classement de l'étape \| Classement de l'étape \| Classement de l'étape \| Classement de l'étape \| Classement de l'étape \| \| Coureur \| Coureur \| Pays \| Équipe \| Temps \| \| --------------------- \| --------------------- \| --------------------- \| ----------------------------- \| --------------------- \| \| 1er \| Elia Viviani \| Italie \| Quick-Step Floors \| 3 h 51 min 20 s \| \| 2e \| Jakub Mareczko \| Italie \| Wilier Triestina-Selle Italia \| + 0 s \| \| 3e \| Sam Bennett \| Irlande \| Bora-Hansgrohe \| + 0 s \| \| 4e \| Niccolò Bonifazio \| Italie \| Bahrain-Merida \| + 0 s \| \| 5e \| Sacha Modolo \| Italie \| EF Education First-Drapac \| + 0 s \| \| 6e \| Clément Venturini \| France \| AG2R La Mondiale \| + 0 s \| \| 7e \| Ryan Gibbons \| Afrique du Sud \| Dimension Data \| + 0 s \| \| 8e \| Manuel Belletti \| Italie \| Androni Giocattoli-Sidermec \| + 0 s \| \| 9e \| Baptiste Planckaert \| Belgique \| Katusha-Alpecin \| + 0 s \| \| 10e \| Jempy Drucker \| Luxembourg \| BMC Racing Team \| + 0 s \| |                     |                |                               |                 |
| |                     |                |                               |                 |
| Source : ProCyclingStats |                     |                |                               |                 |
| Classement de l'étape |                     |                |                               |                 |
| Coureur | Coureur             | Pays           | Équipe                        | Temps           |
| 1er | Elia Viviani        | Italie         | Quick-Step Floors             | 3 h 51 min 20 s |
| 2e | Jakub Mareczko      | Italie         | Wilier Triestina-Selle Italia | + 0 s           |
| 3e | Sam Bennett         | Irlande        | Bora-Hansgrohe                | + 0 s           |
| 4e | Niccolò Bonifazio   | Italie         | Bahrain-Merida                | + 0 s           |
| 5e | Sacha Modolo        | Italie         | EF Education First-Drapac     | + 0 s           |
| 6e | Clément Venturini   | France         | AG2R La Mondiale              | + 0 s           |
| 7e | Ryan Gibbons        | Afrique du Sud | Dimension Data                | + 0 s           |
| 8e | Manuel Belletti     | Italie         | Androni Giocattoli-Sidermec   | + 0 s           |
| 9e | Baptiste Planckaert | Belgique       | Katusha-Alpecin               | + 0 s           |
| 10e | Jempy Drucker       | Luxembourg     | BMC Racing Team               | + 0 s           |

### Points attribués
|   | Cycliste          | Pays     | Équipe                     | Points |
| - | ----------------- | -------- | -------------------------- | ------ |
| 1 | Davide Ballerini  | Italie   | Androni Ciocatoli-Sidermec | 20     |
| 2 | Lars Bak          | Danemark | Lotto Fix-All              | 12     |
| 3 | Guillaume Boivin  | Canada   | Israel Cycling Academy     | 8      |
| 4 | Elia Viviani      | Italie   | Quick-Step Floors          | 6      |
| 5 | Michael Mørkøv    | Danemark | Quick-Step Floors          | 4      |
| 6 | Kristian Sbaragli | Italie   | Israel Cycling Academy     | 3      |
| 7 | Ryan Mullen       | Irlande  | Trek-Segafredo             | 2      |
| 8 | Mads Pedersen     | Danemark | Trek-Segafredo             | 1      |

|   | Cycliste           | Pays       | Équipe            | Points | Bonif |
| - | ------------------ | ---------- | ----------------- | ------ | ----- |
| 1 | Rohan Dennis       | Australie  | BMC Racing        | 20     | 3 s   |
| 2 | Elia Viviani       | Italie     | Quick-Step Floors | 12     | 2 s   |
| 3 | Jürgen Roelandts   | Belgique   | BMC Racing        | 8      | 1 s   |
| 4 | Mads Würtz Schmidt | Danemark   | BMC Racing        | 6      |       |
| 5 | Victor Campenaerts | Belgique   | Lotto Fix-All     | 4      |       |
| 6 | Matej Mohorič      | Slovénie   | Bahrain-Merida    | 3      |       |
| 7 | Jempy Drucker      | Luxembourg | BMC Racing        | 2      |       |
| 8 | Michael Mørkøv     | Danemark   | Quick-Step Floors | 1      |       |

| - Sprint final de Tel-Aviv-Jaffa (km 167) : \| \| Cycliste \| Pays \| Équipe \| Points \| Bonif \| \| -- \| ---------------------- \| -------------- \| ----------------------------- \| ------ \| ----- \| \| 1 \| Elia Viviani \| Italie \| Quick-Step Floors \| 50 \| 10 s \| \| 2 \| Jakub Mareczko \| Italie \| Wilier Triestina-Selle Italia \| 35 \| 6 s \| \| 3 \| Sam Bennett \| Irlande \| Bora-Hansgrohe \| 25 \| 4 s \| \| 4 \| Niccolò Bonifazio \| Italie \| Bahrain-Merida \| 18 \| \| \| 5 \| Sacha Modolo \| Italie \| EF Education First-Drapac \| 14 \| \| \| 6 \| Clément Venturini \| France \| AG2R La Mondiale \| 12 \| \| \| 7 \| Ryan Gibbons \| Afrique du Sud \| Dimension Data \| 10 \| \| \| 8 \| Manuel Belletti \| Italie \| Androni Giocartoli-Sidermec \| 8 \| \| \| 9 \| Baptiste Planckaert \| Belgique \| Katusha-Alpecin \| 7 \| \| \| 10 \| Jean-Pierre Drucker \| Luxembourg \| BMC Racing \| 6 \| \| \| 11 \| Mads Pedersen \| Danemark \| Trek-Segafredo \| 5 \| \| \| 12 \| Kristian Sbaragli \| Italie \| Israel Cycling Academy \| 4 \| \| \| 13 \| Paolo Simion \| Italie \| Bardiani CSF \| 3 \| \| \| 14 \| Viatcheslav Kouznetsov \| Russie \| Katusha-Alpecin \| 2 \| \| \| 15 \| Danny Van Poppel \| Pays-Bas \| Lotto NL-Jumbo \| 1 \| \| |                        |                |                               |        |       |
| | Cycliste               | Pays           | Équipe                        | Points | Bonif |
| 1 | Elia Viviani           | Italie         | Quick-Step Floors             | 50     | 10 s  |
| 2 | Jakub Mareczko         | Italie         | Wilier Triestina-Selle Italia | 35     | 6 s   |
| 3 | Sam Bennett            | Irlande        | Bora-Hansgrohe                | 25     | 4 s   |
| 4 | Niccolò Bonifazio      | Italie         | Bahrain-Merida                | 18     |       |
| 5 | Sacha Modolo           | Italie         | EF Education First-Drapac     | 14     |       |
| 6 | Clément Venturini      | France         | AG2R La Mondiale              | 12     |       |
| 7 | Ryan Gibbons           | Afrique du Sud | Dimension Data                | 10     |       |
| 8 | Manuel Belletti        | Italie         | Androni Giocartoli-Sidermec   | 8      |       |
| 9 | Baptiste Planckaert    | Belgique       | Katusha-Alpecin               | 7      |       |
| 10 | Jean-Pierre Drucker    | Luxembourg     | BMC Racing                    | 6      |       |
| 11 | Mads Pedersen          | Danemark       | Trek-Segafredo                | 5      |       |
| 12 | Kristian Sbaragli      | Italie         | Israel Cycling Academy        | 4      |       |
| 13 | Paolo Simion           | Italie         | Bardiani CSF                  | 3      |       |
| 14 | Viatcheslav Kouznetsov | Russie         | Katusha-Alpecin               | 2      |       |
| 15 | Danny Van Poppel       | Pays-Bas       | Lotto NL-Jumbo                | 1      |       |

### Cols et côtes
| - Côte de Zikhron Yaakov, 4e catégorie (km 91) : \| \| Cycliste \| Pays \| Équipe \| Points \| \| - \| ---------------- \| ------ \| --------------------------- \| ------ \| \| 1 \| Enrico Barbin \| Italie \| Bardiani CSF \| 3 \| \| 2 \| Guillaume Boivin \| Canada \| Israel Cycling Academy \| 2 \| \| 3 \| Davide Ballerini \| Italie \| Androni Giocattoli-Sidermec \| 1 \| |                  |        |                             |        |
| | Cycliste         | Pays   | Équipe                      | Points |
| 1 | Enrico Barbin    | Italie | Bardiani CSF                | 3      |
| 2 | Guillaume Boivin | Canada | Israel Cycling Academy      | 2      |
| 3 | Davide Ballerini | Italie | Androni Giocattoli-Sidermec | 1      |

## Classements à l'issue de l'étape

### Classement général
| \| Classement général \| Classement général \| Classement général \| Classement général \| Classement général \| \| Coureur \| Coureur \| Pays \| Équipe \| Temps \| \| ------------------ \| --------------------- \| ------------------ \| ------------------ \| ------------------ \| \| 1er \| Rohan Dennis \| Australie \| BMC Racing Team \| 4 h 03 min 21 s \| \| 2e \| Tom Dumoulin \| Pays-Bas \| Team Sunweb \| + 1 s \| \| 3e \| Victor Campenaerts \| Belgique \| Lotto-Soudal \| + 3 s \| \| 4e \| José Gonçalves \| Portugal \| Katusha-Alpecin \| + 13 s \| \| 5e \| Alex Dowsett \| Royaume-Uni \| Katusha-Alpecin \| + 17 s \| \| 6e \| Pello Bilbao \| Espagne \| Astana \| + 19 s \| \| 7e \| Simon Yates \| Royaume-Uni \| Mitchelton-Scott \| + 21 s \| \| 8e \| Maximilian Schachmann \| Allemagne \| Quick-Step Floors \| + 22 s \| \| 9e \| Tony Martin \| Allemagne \| Katusha-Alpecin \| + 28 s \| \| 10e \| Domenico Pozzovivo \| Italie \| Bahrain-Merida \| + 28 s \| |                       |             |                   |                 |
| |                       |             |                   |                 |
| Source : ProCyclingStats |                       |             |                   |                 |
| Classement général |                       |             |                   |                 |
| Coureur | Coureur               | Pays        | Équipe            | Temps           |
| 1er | Rohan Dennis          | Australie   | BMC Racing Team   | 4 h 03 min 21 s |
| 2e | Tom Dumoulin          | Pays-Bas    | Team Sunweb       | + 1 s           |
| 3e | Victor Campenaerts    | Belgique    | Lotto-Soudal      | + 3 s           |
| 4e | José Gonçalves        | Portugal    | Katusha-Alpecin   | + 13 s          |
| 5e | Alex Dowsett          | Royaume-Uni | Katusha-Alpecin   | + 17 s          |
| 6e | Pello Bilbao          | Espagne     | Astana            | + 19 s          |
| 7e | Simon Yates           | Royaume-Uni | Mitchelton-Scott  | + 21 s          |
| 8e | Maximilian Schachmann | Allemagne   | Quick-Step Floors | + 22 s          |
| 9e | Tony Martin           | Allemagne   | Katusha-Alpecin   | + 28 s          |
| 10e | Domenico Pozzovivo    | Italie      | Bahrain-Merida    | + 28 s          |

### Classement du meilleur jeune
| Classement du meilleur jeune | Classement du meilleur jeune | Classement du meilleur jeune | Classement du meilleur jeune | Classement du meilleur jeune |
| Coureur                      | Coureur                      | Pays                         | Équipe                       | Temps                        |
| ---------------------------- | ---------------------------- | ---------------------------- | ---------------------------- | ---------------------------- |
| 1er                          | Maximilian Schachmann        | Allemagne                    | Quick-Step Floors            | 4 h 03 min 43 s              |
| 2e                           | Valerio Conti                | Italie                       | UAE Team Emirates            | + 8 s                        |
| 3e                           | Mads Würtz Schmidt           | Danemark                     | Katusha-Alpecin              | + 9 s                        |
| 4e                           | Felix Großschartner          | Autriche                     | Bora-Hansgrohe               | + 10 s                       |
| 5e                           | Rémi Cavagna                 | France                       | Quick-Step Floors            | + 14 s                       |
| 6e                           | Sam Oomen                    | Pays-Bas                     | Team Sunweb                  | + 21 s                       |
| 7e                           | Louis Vervaeke               | Belgique                     | Team Sunweb                  | + 27 s                       |
| 8e                           | Ben O'Connor                 | Australie                    | Dimension Data               | + 28 s                       |
| 9e                           | Fausto Masnada               | Italie                       | Androni Giocattoli-Sidermec  | + 30 s                       |
| 10e                          | Nico Denz                    | Allemagne                    | AG2R La Mondiale             | + 31 s                       |

### Classement aux points
| Classement par points | Classement par points | Classement par points | Classement par points         | Classement par points |
| Coureur               | Coureur               | Pays                  | Équipe                        | Points                |
| --------------------- | --------------------- | --------------------- | ----------------------------- | --------------------- |
| 1er                   | Elia Viviani          | Italie                | Quick-Step Floors             | 68 pts                |
| 2e                    | Jakub Mareczko        | Italie                | Wilier Triestina-Selle Italia | 35 pts                |
| 3e                    | Rohan Dennis          | Australie             | BMC Racing Team               | 32 pts                |
| 4e                    | Sam Bennett           | Irlande               | Bora-Hansgrohe                | 25 pts                |
| 5e                    | Davide Ballerini      | Italie                | Androni Giocattoli-Sidermec   | 20 pts                |
| 6e                    | Niccolò Bonifazio     | Italie                | Bahrain-Merida                | 18 pts                |
| 7e                    | Tom Dumoulin          | Pays-Bas              | Team Sunweb                   | 15 pts                |
| 8e                    | Sacha Modolo          | Italie                | EF Education First-Drapac     | 14 pts                |
| 9e                    | Victor Campenaerts    | Belgique              | Lotto-Soudal                  | 13 pts                |
| 10e                   | Lars Bak              | Danemark              | Lotto-Soudal                  | 12 pts                |

### Classement du meilleur grimpeur
| Classement de la montagne | Classement de la montagne | Classement de la montagne | Classement de la montagne   | Classement de la montagne |
| Coureur                   | Coureur                   | Pays                      | Équipe                      | Points                    |
| ------------------------- | ------------------------- | ------------------------- | --------------------------- | ------------------------- |
| 1er                       | Enrico Barbin             | Italie                    | Bardiani CSF                | 3 pts                     |
| 2e                        | Guillaume Boivin          | Canada                    | Israel Cycling Academy      | 2 pts                     |
| 3e                        | Davide Ballerini          | Italie                    | Androni Giocattoli-Sidermec | 1 pt                      |

### Classements par équipes

#### Classement au temps
| Classement par équipes | Classement par équipes | Classement par équipes | Classement par équipes |
| Équipe                 | Équipe                 | Pays                   | Temps                  |
| ---------------------- | ---------------------- | ---------------------- | ---------------------- |
| 1re                    | Katusha-Alpecin        | Suisse                 | 12 h 11 min 01 s       |
| 2e                     | Team Sunweb            | Allemagne              | + 33 s                 |
| 3e                     | Lotto Soudal           | Belgique               | + 39 s                 |
| 4e                     | BMC Racing Team        | États-Unis             | + 41 s                 |
| 5e                     | Bora-Hansgrohe         | Allemagne              | + 50 s                 |
| 6e                     | Astana                 | Kazakhstan             | + 50 s                 |
| 7e                     | Movistar Team          | Espagne                | + 51 s                 |
| 8e                     | Quick-Step Floors      | Belgique               | + 52 s                 |
| 9e                     | UAE Team Emirates      | Émirats arabes unis    | + 56 s                 |
| 10e                    | Mitchelton-Scott       | Australie              | + 1 min 06 s           |

#### Classement aux points
| Classement par équipes aux points | Classement par équipes aux points | Classement par équipes aux points | Classement par équipes aux points |
| Équipe                            | Équipe                            | Pays                              | Points                            |
| --------------------------------- | --------------------------------- | --------------------------------- | --------------------------------- |